# Marathon (villa)
Marathon es una villa ubicada en el condado de Cortland en el estado estadounidense de Nueva York. En el año 2000 tenía una población de 1,063 habitantes y una densidad poblacional de 363.5 personas por km².

## Geografía
Marathon se encuentra ubicada en las coordenadas 42°26′37″N 76°2′13″O / 42.44361, -76.03694.

## Demografía
Según la Oficina del Censo en 2000 los ingresos medios por hogar en la localidad eran de $32,639, y los ingresos medios por familia eran $42,000. Los hombres tenían unos ingresos medios de $31,538 frente a los $23,500 para las mujeres. La renta per cápita para la localidad era de $16,379. Alrededor del 12.4% de la población estaban por debajo del umbral de pobreza.